# Międzyrzecz
Międzyrzecz (německy Meseritz, latinsky Mederecensis, česky Meziříčí) je město v Polsku v Lubušském vojvodství ve stejnojmenném okrese. Leží při soutoku řek Obry a Paklicy, 40 km jihozápadně od Gorzówa, 93 km západně od Poznaně. Roku 2022 mělo město zhruba 17 tisíc obyvatel.

## Historie
Historie Międzyrzecze sahá do 2. poloviny 10. století, kdy ji kníže Měšek I. začlenil do Polského knížectví jakožto obrannou pevnost polské západní hranice.

### Klášter
Pravděpodobně roku 1002 přišli z Čech dva mniši Benedikt a Pavel z poustevny okruhu sv. Romualda (vyškolení v Pereu u Ravenny) a založili z podnětu polského krále Boleslava Chrabrého opatství benediktinů. Stálo v lese, v neurčené vzdálenosti od hradu. Tento klášter byl jedinou známou řeholní lokalitou v Polsku z období před rokem 1040. Komunitu dále tvořili polští mniši Matouš a Izák, a dva laici: kuchař Kristýn a jeho bratr Barnabáš. V čele konventu měl stát Bruno z Querfurtu, který se však cestou zdržel. Bratři dostali dar stříbra, který vyvolal zájem lupičů, ti v listopadu 1003 bratry přepadli a povraždili. Tragédii popsal Bruno z Querfurtu jako legendu o umučení pěti bratří svatého Vojtěcha. Klášter dále vedl eremita Anton (podle Kroniky Dětmara Merseburského se jmenoval Tuni) a roku 1004 jej poznaňský biskup jmenoval prvním meziříčským opatem. Týž opat byl v letech 1015-1018 rovněž diplomatem, zastupoval krále Boleslava Chrabrého na dvoře císaře Jindřicha II. Konvent tehdy tvořilo 15 mnichů. Za krize polského státu ve 30. letech 11. století klášter zanikl a těla Svatých pěti bratří byla přenesena do Hnězdna. Přesné místo kláštera nebylo nalezeno.

### Kolonizace
Vesnice Międzyrzecz byla kolonizována a vysazena na město. Městská práva získala mezi lety 1230 a 1248, konkrétní datum není známé. Roku 1520 bylo bohaté město vyrabováno a poničeno Řádem německých rytířů. Při Druhém dělení Polska bylo město zabráno Pruskem.

### Od roku 1918
Po První světové válce se město ocitlo nedaleko polsko-německé hranice; zůstalo Německu. Během Druhé světové války sem bylo nacisty deportováno a zavražděno na deset tisíc lidí. 29. května 1944 se zde odehrála letecká bitva mezi Luftwaffe a Letectvem USA. 30. ledna 1945 bylo město osvobozeno a po 152 letech se vrátilo Polsku.

## Památky

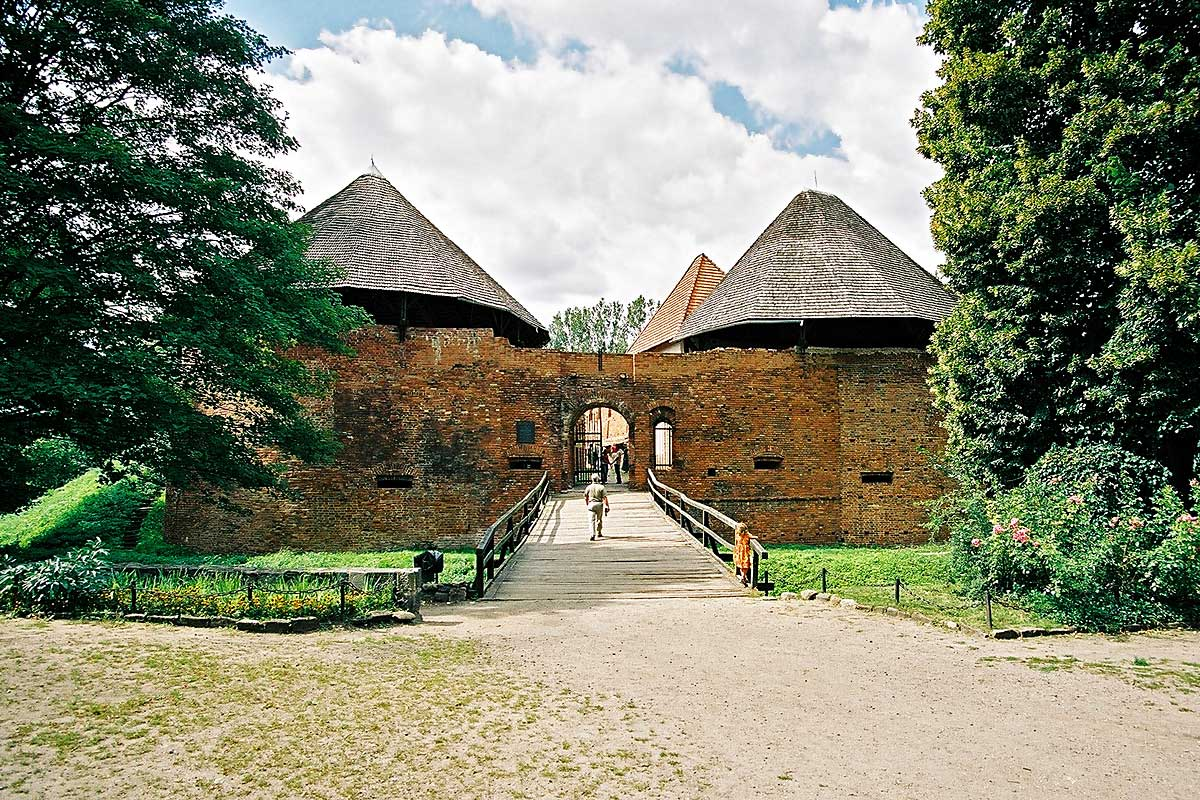
Hrad

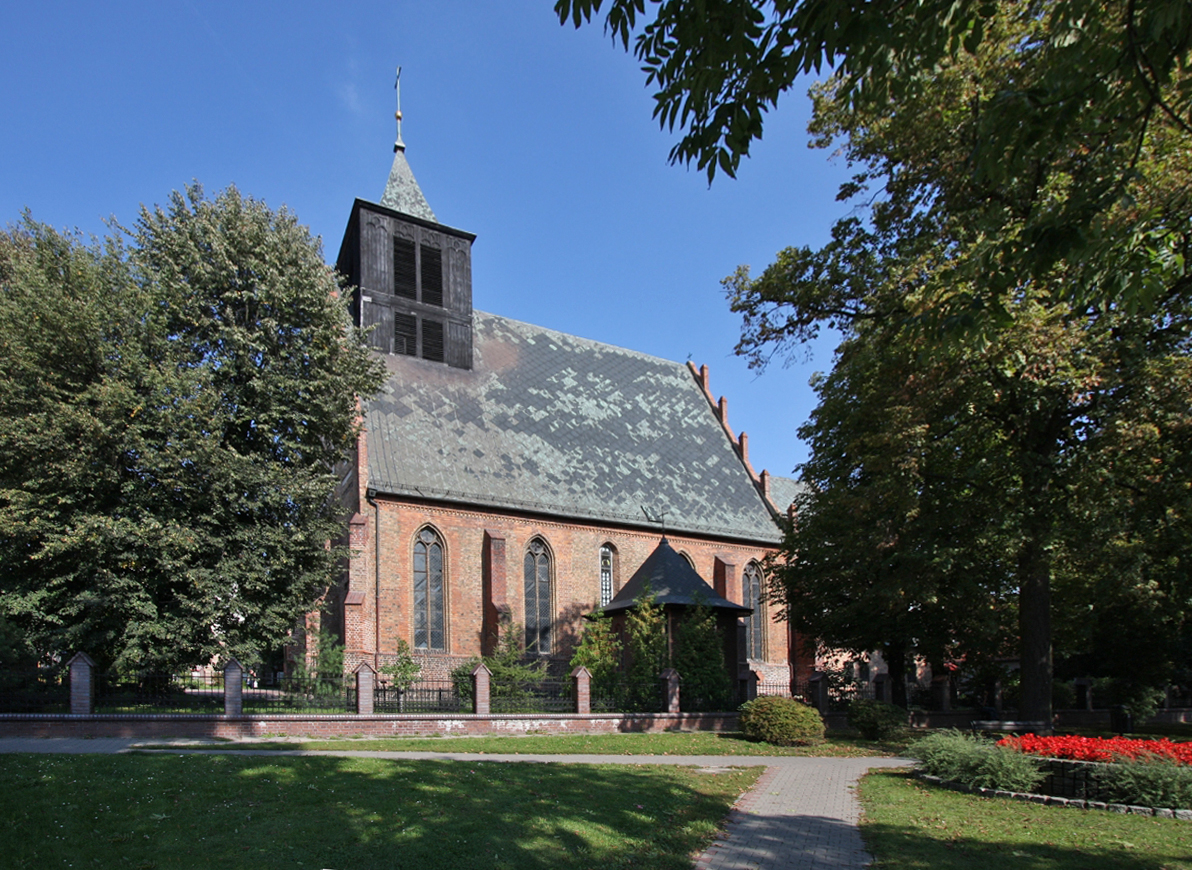
Gotický kostel sv. Jana Křtitele

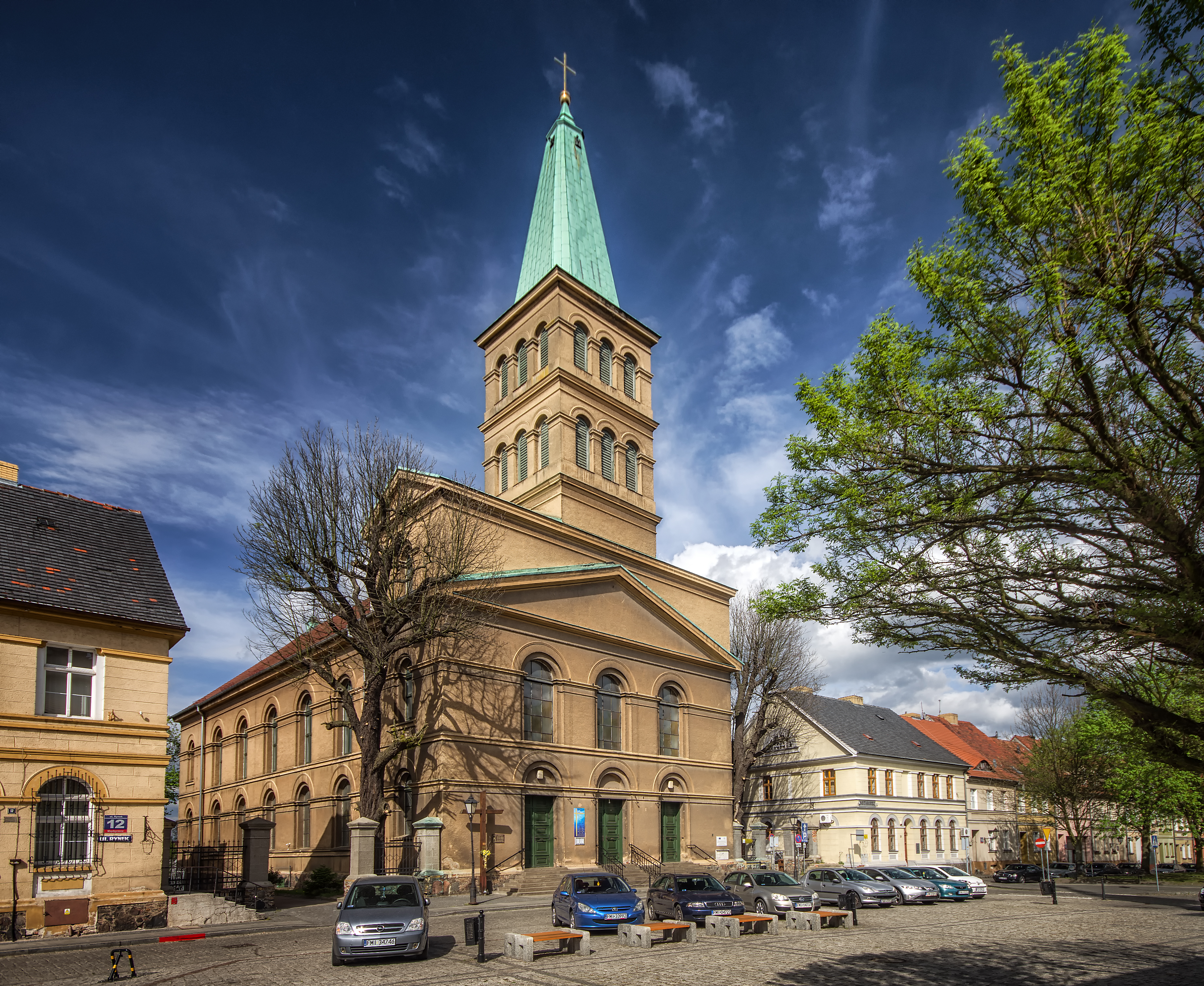
Kostel sv. Vojtěcha

- Zřícenina hradu, ze 13. století, silně dostavěna; nyní muzeum
- Radnice, pozdně barokní, z let 1743-1752, v roce 1831 upravena klasicistní fasádou
- Kostel sv. Jana Křtitele, gotická cihlová stavba, postavená kolem roku 1500
- Kostel sv. Vojtěcha (1834), klasicistní, do roku 1945 protestantský, od roku 1947 katolický
- Kostel Povýšení svatého Kříže, novogotická cihlová stavba, postavená v letech 1901-1904
- Řecko-katolický kostel sv. Cyrila a Metoděje, původně luteránský, novogotická stavba z 19. století
- Bývalá synagoga, budova z let 1825-1827
- Židovský hřbitov
- Hasičské muzeum (v místní části Kęszyca Leśna)

## Partnerská města
-  Andrésy, Francie
-  Bad Freienwalde, Německo
-  Halderberge, Nizozemsko
-  Haren, Nizozemsko
-  Vlagtwedde, Nizozemsko
-  Wilmersdorf, Německo